# Fintan (imię)
Fintan – imię męskie pochodzenia celtyckiego, polski odpowiednik celtyckiego imienia Fionntán, które prawdopodobnie oznaczało "biały ogień" lub "biały byk". Jest to imię wielu irlandzkich świętych.
Fintan imieniny obchodzi 17 lutego, jako wspomnienie św. Fintana z Clonenagh.